# Cossano Belbo
Cossano Belbo – miejscowość i gmina we Włoszech, w regionie Piemont, w prowincji Cuneo.
Według danych na rok 2004 gminę zamieszkiwało 1071 osób, 53,5 os./km².